# Spilosoma jussiaeae
Spilosoma jussiaeae är en fjärilsart som beskrevs av Felipe Poey 1832. Spilosoma jussiaeae ingår i släktet Spilosoma och familjen björnspinnare. Inga underarter finns listade i Catalogue of Life.